# Bibliotek

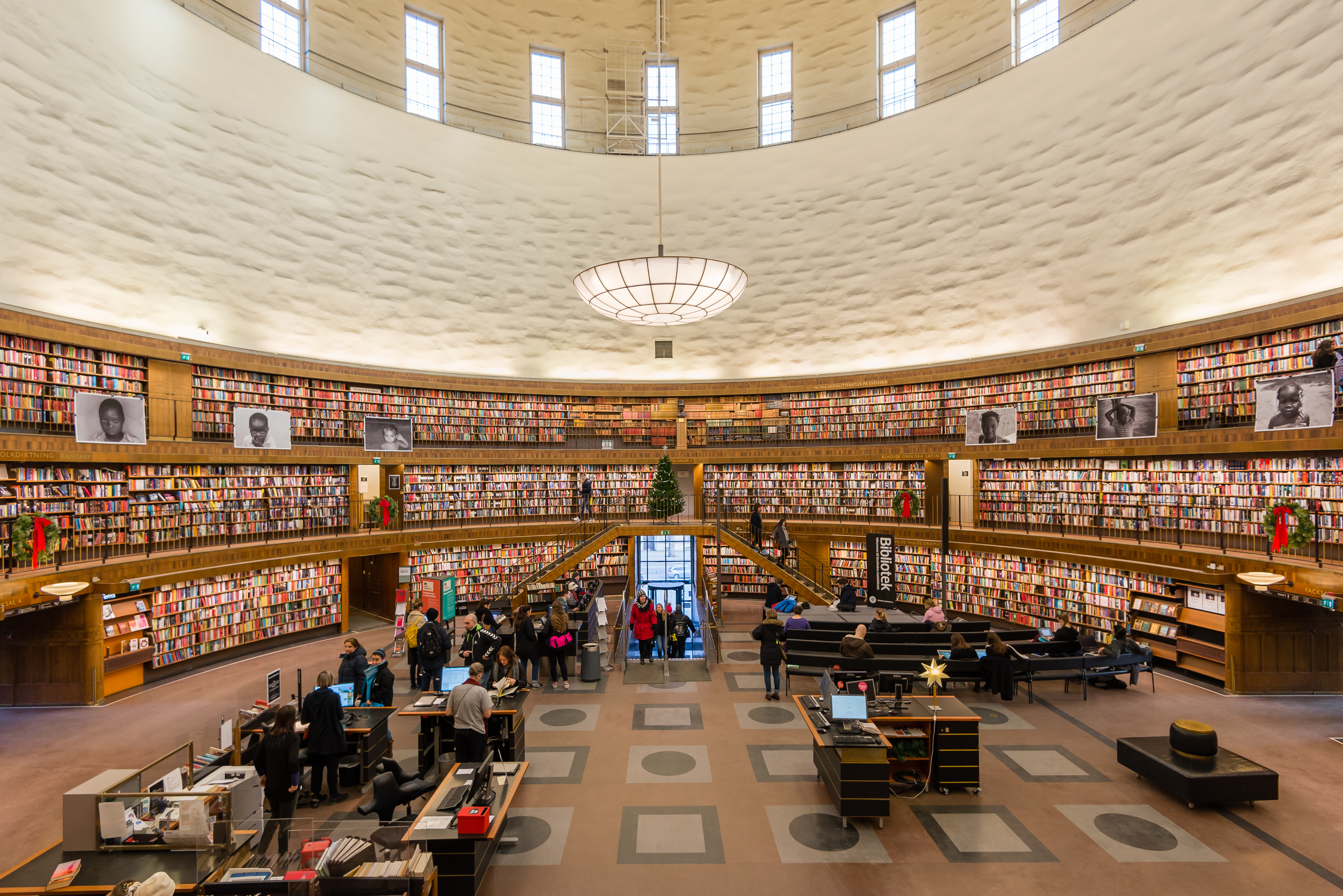
Stockholms stadsbibliotek i januari 2015.

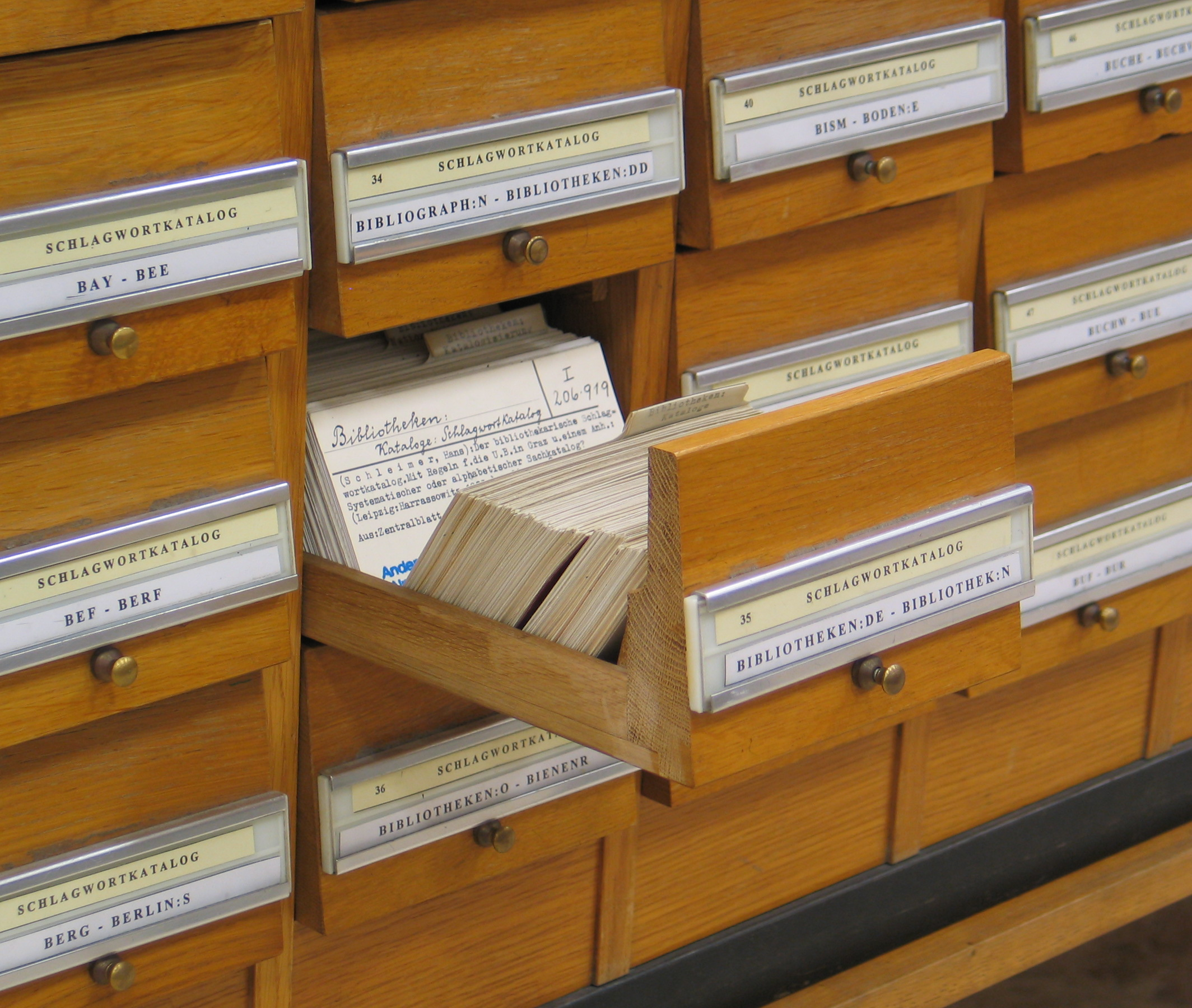
Bibliotekskatalog i kartotekform, numera oftast ersatt med datasystem.

Ett bibliotek är en samling böcker som kan vara i allmän eller enskild ägo, och ordet kan även syfta på lokalen där samlingen finns. Ett offentligt bibliotek tillhandahåller utöver böcker numera de flesta typer av media såsom tidningar, tidskrifter, talböcker, ljudböcker, e-böcker, cd, video, dvd, noter och Internet. Dessa böcker och de andra medierna finns ibland endast till förfogande för att läsas eller lyssnas på plats. Vanligt är dock att biblioteksanvändaren även får låna hem medierna utan kostnad och för en begränsad tid.
I ett allmänt bibliotek sköts samlingarna i regel av anställd personal – se bibliotekarie. Det vetenskapliga studiet av bibliotek och dess verksamhet sker i det tvärvetenskapliga ämnet biblioteks- och informationsvetenskap.

## Etymologi
Ordet kommer från latinets bibliotheca, som kommer från grekiskans βιβλιοϑήκη (bibliotheke), som är bildat av βιβλίον (biblion) ’bok’ (jämför med bibel) och ϑήκη (theke) ’förvaringsrum’ (jämför med apotek, hypotek, pinakotek).

## Historia

### Äldsta tid
De äldsta kända biblioteken var delvis bibliotek, delvis arkiv. Tempelrum fulla med lertavlor täckta av kilskrift har hittats vid arkeologiska utgrävningar i sumeriska stadsstater. Dessa arkiv utgjordes nästan helt av dokumentation av ekonomiska transaktioner eller inventarielistor, och endast en bråkdel av materialet utgörs av teologiska eller mytologiska skrifter. Samma förhållande gäller även papyrussamlingarna från Egypten.
Det äldsta kända privatarkivet förvarades i Ugarit. Förutom korrespondens och inventarieförteckningar fanns där även religiösa texter som kan ha utgjort undervisningsmaterial för blivande skrivare.

### Antika Grekland
Privata och personliga samlingar av facklitteratur och skönlitteratur är först kända från 500-talet f.Kr. i antikens Grekland. Athenaeus från Naukratus' Deipnosophistae (det lärda gästabudet eller de lärdes gästabud) innehåller en lista av de mest vittkända boksamlarna; Polykrates från Samos, Peisistratos (Atens tyrann), Euklides (inte den mer bekante Euklides), Nikorratos från Samos, Pergamos, Euripides, Aristoteles och dennes bibliotekarie Nelius, samt Ptolemaios Filadelfios som förde en stor boksamling till Alexandria. I den senare staden grundades på 200-talet det alexandrinska biblioteket, som två sekel senare omfattade cirka 700 000 volymmer (mest bokrullar). Detta bibliotek var kopplat till forskningsverksamheten vid Museion.
Historien i Deipnosophistae utspelas i Rom, författaren befinner sig i Alexandria, men samtliga boksamlare som nämns är hellenistiska, grekiska lärde. Eventuella romerska boksamlingar förtigs, men vi vet att sådana fanns; ett redan 1765 utgrävt bibliotek Villa dei Papyri i Herculaneum visade sig innehålla omkring 1800 papyrusrullar. "Papyrusvillans" bibliotek är uteslutande grekiskt, forskare har länge spekulerat i att en separat samling latinska texter kan finnas i angränsande, än så länge outgrävda rum i villan.
Texterna skrevs på antingen, som i Pergamon, pergament, eller, som i Alexandria, på papyrus. Framställning av skrivmaterial var en betydande exportindustri. Även om vissa offentliga eller kungliga bibliotek fanns, som biblioteket i Alexandria, dit lärde i allmänhet hade tillträde, var de flesta samlingar privata och stängda för allmänheten. Några tillfällen då läsare beretts tillträde till boksamlingar finns dokumenterade, och de beskriver uteslutande arrangemang där texter förvaras i någon form av magasin varifrån texterna hämtades av ansvariga på begäran av läsaren vilken sedan fick studera texten i angränsande rum.

### Kina, Persien och Rom
Kinesiska boksamlingar är kända från och med Qin-dynastin. Den senare Han-dynastin kan ha skapat det äldsta kända katalogiseringssystemet för böcker. Katalogerna skrevs på rullar av silke, vilka förvarades i silkespåsar.
De persiska kungarna och den zoroastriska eliten i Persien skapade åtskilliga bibliotek. I det vetenskapliga centret Gundishapurakademin skapades omkring 666 f.Kr. ett av de mest betydande offentliga biblioteken.

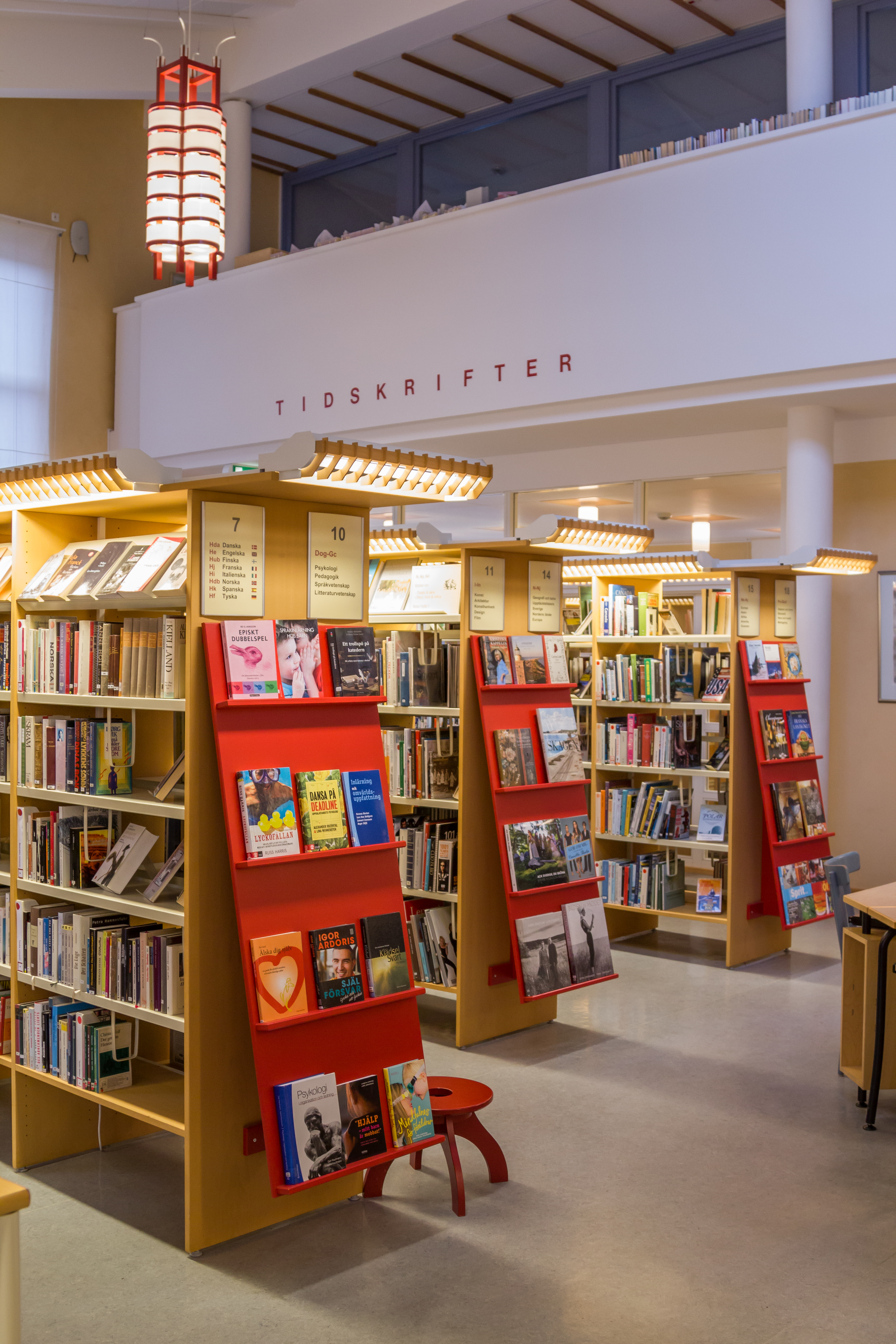
Bokhyllor i ett bibliotek.

Romerska fältherrar byggde upp stora privata bibliotek, ibland baserat på stulna boksamlingar. Sulla lade beslag på resterna av Aristoteles och Theofrastos samlingar, efter att romarna 84 f.Kr. erövrat Aten. Det största kända privata privatbiblioteket i Romerska riket nåde cirka 62 000 volymer.
De romerska kejsarna tävlade i att överglänsa sina företrädare i att öppna fler och mer storslagna bibliotek. Till skillnad från de grekiska biblioteken hade här läsarna tillträde till de utrymmen där texterna förvarades på hyllor. Verken lästes eller skrevs av i samma rum. Omnämnanden av utlåning förekommer sällsynt. Som regel var dessa romerska bibliotek tvåspråkiga, med en grekisk och en latinsk del, och ofta byggda tillsammans med vad vi idag betraktar som bekvämlighetsinrättningar, ofta badhus.
Cassiodorus försökte på 500-talet e.Kr. skapa ett klassiskt bibliotek i Vivarium i södra Italien, med tydlig avsikt att skapa en bibliotekstradition. Vid denna tid var alltjämt biblioteken i Alexandria och Konstantinopel de största i medelhavsområdet; biblioteket i Vivarium skingrades och försvann också innan ett sekel förflutit.

### Medeltiden
Islamiska bibliotek blev de mest betydande i Europa och Mellanöstern efter Roms fall fram till dess att de stora medeltida klostren började blomstra. De islamiska biblioteken i Mellanöstern, Nordafrika, på Sicilien och i Spanien samlade liksom de senare klosterbiblioteken, texter på papper och gav form åt codexformatet. I de islamiska biblioteken fanns förteckningar över vilka böcker som cirkulerade i den kulturkretsen liksom i den kristna - stora delar av denna litteratur förlorades under mongoliska erövringar och inkvisitionen eller togs till europeiska bibliotek och samlingar under kolonialtiden.
Konsten att framställa papper hade importerats från Kina på 700-talet, först av iranier och sedan av araber. Tillverkning av papper fanns i Bagdad 794. Under 800-talet öppnades offentliga bibliotek i många islamiska städer, så kallade dar al-'ilm (vetenskapssalar). De kontrollerades av religiösa grupper i avsikt att sprida dels deras egna dokument men också sekulär bildning. Biblioteken hade ofta många anställda översättare och skrivare för att översätta klassiska verk från latin, persiska och grekiska till arabiska. Ett fåtal av dessa bibliotek finns kvar; biblioteket i Chinguetti i Västafrika är ett exempel. Astan Quds Razavis centralbibliotek i Mashhad i Iran som har funnits i över 600 år är ett annat exempel.
Munkar i gränsområdena mellan islam och kristendom (framför allt Sicilien och Spanien) översatte och kopierade stora delar av den islamiska litteraturens corpus och därifrån spreds den senare till resten av det kristna Europa. Tillsammans med en mindre mängd direkt bevarade romerska och grekiska original (eller avskrifter därav) samt verk kopierade eller översatta i Konstantinopel utgör de alltjämt grunden för moderna västerländska bibliotek.
Under medeltiden var fortfarande bokkopiering en arbetsintensiv verksamhet och böcker betraktades som värdeföremål, och biblioteket utformades med säkerhetskrav i åtanke. Böcker kedjades vid hyllor och väggar för att förhindra stöld. Inom klostervärlden var dock utlåningen (klostren sinsemellan) intensiv.
Böckerna arrangerades i klosterbiblioteken ofta i hyllor placerade utskjutande från väggen, med fönster mellan hyllorna för att ge läsljus. Under fönstret fanns en låg bokhylla; detta arrangemang fortlevde bland annat i typiska engelska institutionsbibliotek. Hyllor utmed och parallellt med väggarna introducerades i och med det spanska biblioteket El Escorial. 

### Senare århundraden
Tätare lagringssystem, med flera nivåer ovanför varandra och halvgenomskinliga mellangolv för att släppa igenom ljus, introducerades när de allt mindre dyrbara men till antalet allt fler böckerna ställde allt större krav på biblioteksytornas utnyttjande. De ljusgenomsläppande mellangolven behövdes inte längre i och med införandet av elektrisk belysning, men golv eller gångar av metallgaller och liknande bibehölls ibland för att tillåta luftcirkulation.
I moderna bibliotek används numera ibland hyllor på räls för att ytterligare effektivisera utnyttjandet av golvytan.
Under 1900-talet har nationella centralbibliotekssystem vuxit fram – nationalbibliotek. De har ofta roller som centrala arkiv- och katalogiseringsenheter, med ansvar att samla exempelvis landets bokutgivning. I Sverige finns Kungliga biblioteket, medan några utländska motsvarigheter är Library of Congress, Bibliothèque nationale de France och British Library. Library of Congress var pionjärer i att datorisera sina registersystem, och i Internetåldern har sådana datorkataloger blivit basen i internationellt sammanlänkade auktoritetsdatabaser.

## Allmänt finansierade bibliotek
Ett allmänt bibliotek är ett bibliotek, finansierat av statliga eller kommunala skattemedel, dit allmänheten äger tillträde och där boklån oftast kan genomföras utan kostnad för låntagaren.

### Finland
I Finland är ett allmänt bibliotek ett bibliotek som är tillgängligt för allmänheten, som ofta tillåter boklån utan avgift. Allmänna bibliotek kan kombineras med referensbibliotek. Allmänna bibliotek är i allmänhet skattefinansierade. 

### Sverige
Det allmänna biblioteksväsendet består i Sverige av folkbibliotek, skolbibliotek, sjukhusbibliotek, regional biblioteksverksamhet, universitets- och högskolebibliotek och övrigt offentligt finansierad biblioteksverksamhet. All offentligt finansierad biblioteksverksamhet regleras av Bibliotekslagen (2013:801).
Lånebibliotek började dyka upp på 1700-talet. Lånen var till en början inte kostnadsfria och motsvarade egentligen uthyrning av böcker. Folkbiblioteken (med kostnadsfria lån) växten fram utifrån sockenbiblioteksrörelsen och kopplat till folkbildningens framväxt. Sveriges första folkbibliotek med egen byggnad var Dicksonska biblioteket i Göteborg grundat 1861, med egna lokaler 1897.

## Typer av bibliotek

### Folkbibliotek
Folkbibliotek är ett bibliotek dit allmänheten äger tillträde, i regel med fria lånemöjligheter ur samlingen. Denna verksamhet började breda ut sig i Storbritannien och USA i mitten av 1800-talet, och kostnaden togs från en särskild kommunalskatt.

### Privatbibliotek
Privatbibliotek har alltsedan antiken funnits vid sidan om de mer eller mindre offentliga institutionsbiblioteken. Större samlingar av böcker var långt fram i tiden något som bara relativt förmögna människor kunde kosta på sig. De största och viktigaste privatbiblioteken samlades av kungligheter, godsherrar, präster och universitetsfolk. Dagens offentliga bibliotek baserar nästan uteslutande sina äldre samlingar på donationer från sådana privatbibliotek.  

### Universitets- och högskolebibliotek

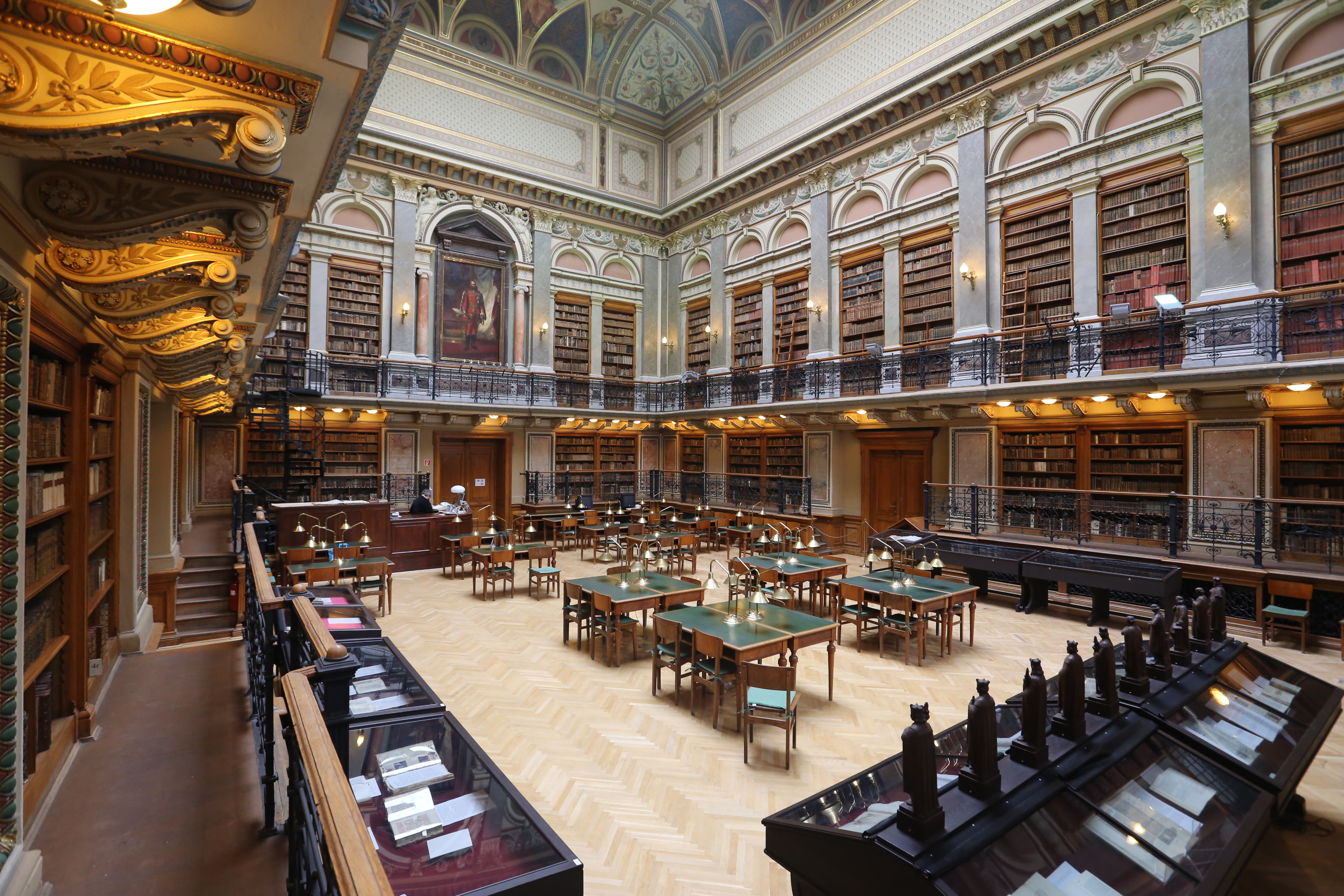
Eötvös Loránd Universitetsbibliotek i Budapest, byggd i eklektisk stil.

Universitets- och högskolebibliotek är bibliotek som tillhör en högskola eller ett universitet. De har som främsta uppgift att ge service till lärosätets studenter, forskare, lärare och övriga anställda. Denna service kan bestå av:
- att tillhandahålla vetenskaplig litteratur för utlåning, studier på plats eller kopiering
- att välja ut och köpa in/licensiera digital information, som databaser, e-tidskrifter och e-böcker
- att tillhandahålla en lärandemiljö med plats för studier, grupprum, datorer, kopieringsmaskiner för studenter
- att undervisa studenter och andra användare i hur man söker, värderar och använder vetenskaplig information
- forskarstöd till exempel inom områden som vetenskaplig publicering, Open Access-publicering, bibliometri

Utöver de lokala uppgifterna har universitets- och biblioteken också nationella och internationella uppgifter. De tillhandahåller sina litteratursamlingar till andra bibliotek, inom landet och utomlands, antingen i form av fjärrlån av böcker eller i form av kopior av vetenskapliga artiklar. De så kallade pliktbiblioteken, i Sverige sju stycken, mottar pliktexemplar av allt tryck, varav huvudparten utgörs av "vardagstryck" (även kallat "småtryck", "okatalogiserat tryck" och "efemärt tryck". I Sverige är två bibliotek, Kungliga Biblioteket (KB) och Universitetsbiblioteket i Lund (UB), skyldiga att bevara pliktexemplaren för all framtid.
Vid universiteten finns oftast ett större centralbibliotek samt ett antal mindre enheter. De sistnämnda kan kallas för områdesbibliotek, fakultetsbibliotek, institutionsbibliotek eller liknande. De är ofta, men inte alltid, en del av universitetsbibliotekets organisation.
I vissa länder, till exempel Finland, är det vanligt att det vid högskole- och universitetsbiblioteket finns ett kursboksbibliotek som tillhandahåller det mesta av den litteratur studenterna behöver vid sina studier, i synnerhet själva kurslitteraturen. Därmed minskar i hög grad studenternas behov av, och därmed utgifter för, att själva köpa litteratur.
Universitets- och högskolebibliotek, främst i USA, har sedan första hälften av 1990-talet utvecklat konceptet lärandetorg, vilket innebär en lärandemiljö utan böcker men med stora tillgängliga elektroniska informationsresurser och ofta även särskilt utbildad personal.

### Forskningsbibliotek
Ett forskningsbibliotek är i första hand är avsett för forskningens behov. Forskningsbiblioteken består av universitets- och högskolebibliotek samt specialbibliotek. Universitetsbiblioteken är forskningsbibliotek, men har också andra uppgifter. Forskningsbibliotek kan drivas av till exempel forskningsinstitut, museer och myndigheter. 

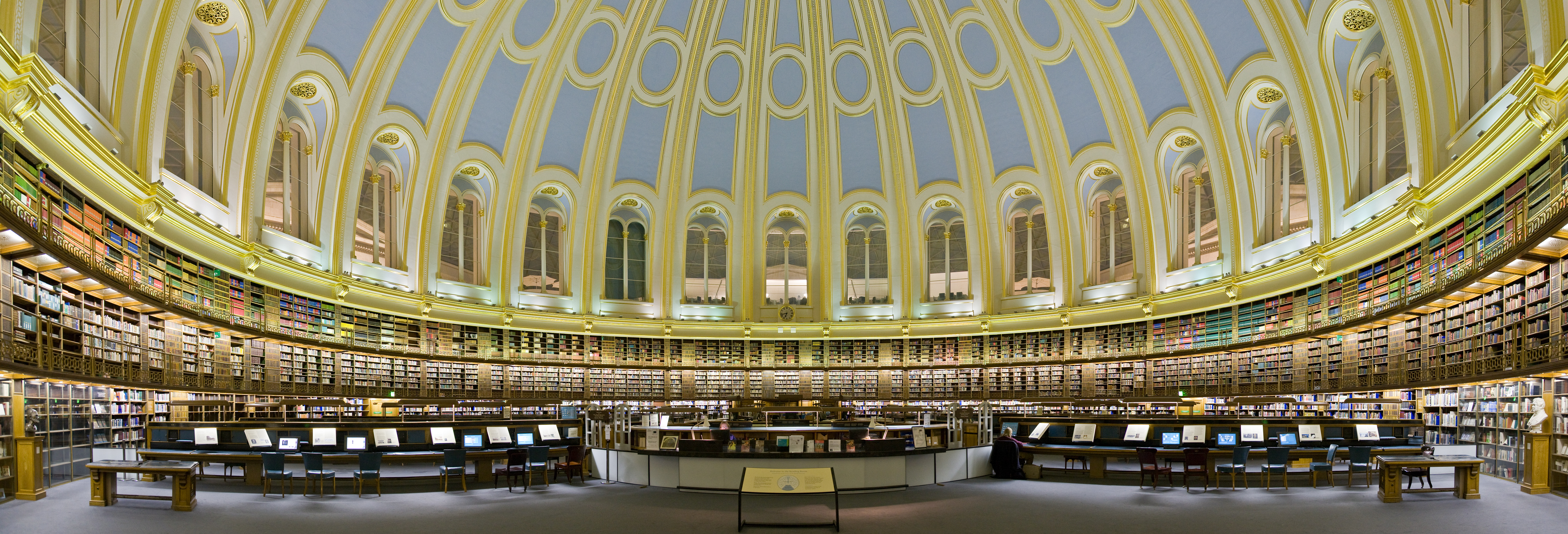
Panoramabild över läsesalen i British Museum.

### Skolbibliotek
Skolbibliotek finns världen över vid olika typer av skolor, såsom grundskolor och gymnasieskolor eller motsvarande. De är ofta knutpunkten för skolans informationsbärande verksamhet och tillhandahåller ofta datorer till i första hand elever.  

### Specialbibliotek
Specialbibliotek är en del av forskningsbiblioteken, och är ofta knutna till myndigheter, arkiv eller museer. Ofta har specialbiblioteken i uppdrag att tillgängliggöra och bevara böcker och andra medier inom sitt specialområde.

### Sjukhusbibliotek
Sjukhusbibliotek är ett bibliotek på ett sjukhus eller annan vårdinrättning. Sjukhusbibliotek förser vårdpersonal och studenter med aktuell forskning och medicinsk facklitteratur. Vissa sjukhusbibliotek har även verksamhet för patienter och anhöriga.

### Fängelsebibliotek
Fängelsebibliotek är ett bibliotek på ett fängelse eller häkte. Fängelsebiblioteken drivs av Kriminalvården. Det finns inget lagkrav på att driva biblioteksverksamhet, utan det avgörs av respektive anstalt och verksamheten varierar mellan anstalter.

### Andra biblioteksformer
Företagsbibliotek är ett bibliotek som är direkt kopplat till ett enskilt företag alternativt en grupp av företag, där stöd ges till företagsorganisationen för att finna nytt material såväl som att bevara väsentlig referenslitteratur. Biblioteket kan även innehålla ett företagsarkiv. 

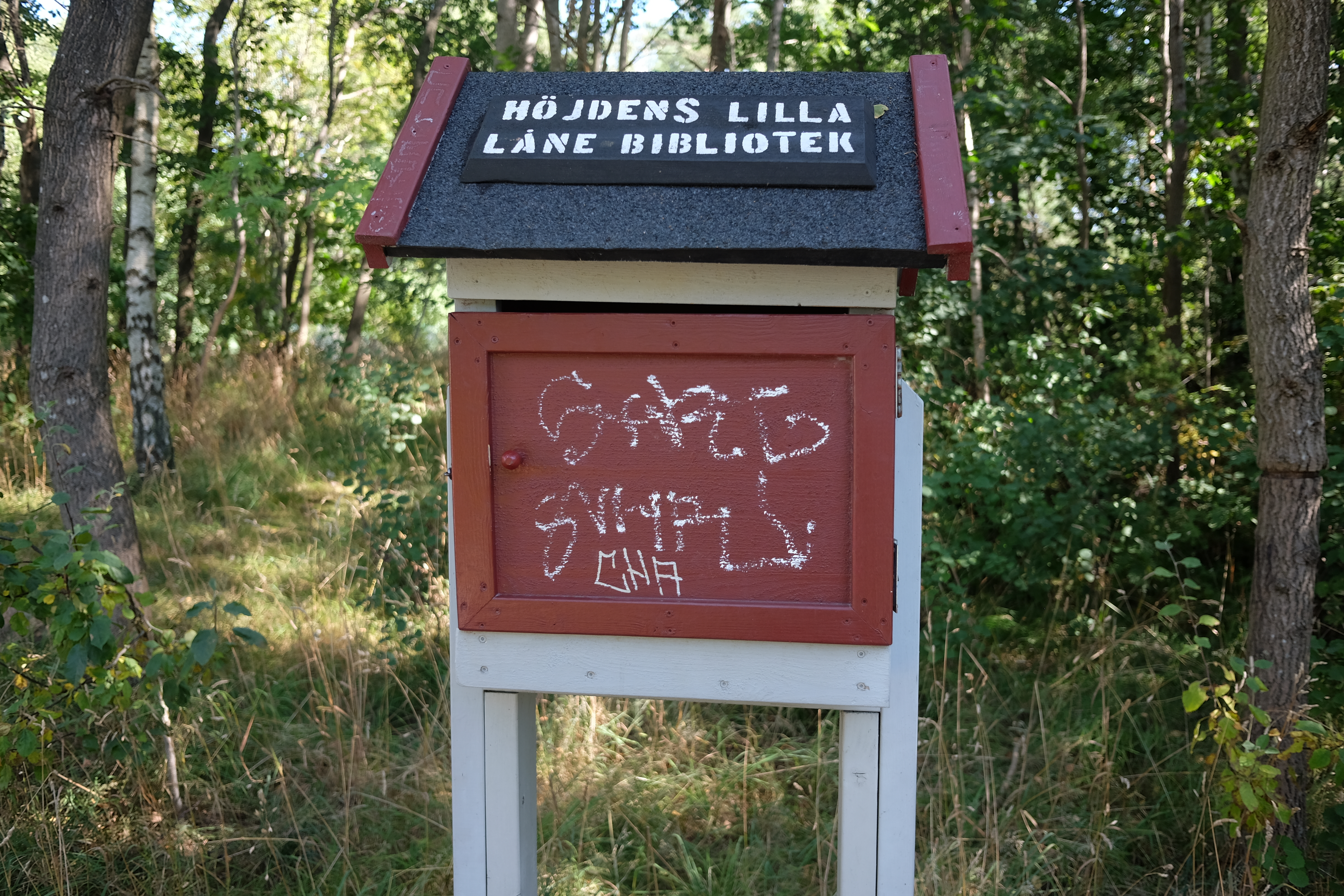
Minibibliotek i Högsbohöjd.

Gerillabibliotek är ett obemannat bibliotek som drivs enligt delningsekonomins principer. Istället för att något företag eller statlig verksamhet tillhandahåller böcker är det användarna själva som bidrar till bibliotekets innehåll. Bibliotekets innehåll kan därför variera från gång till gång. Denna typ av bibliotek uppstår där användare ser ett behov och det finns oanvända offentliga rum, såsom telefonkiosker.
Tvättstugebibliotek är boksamlingar till utlån som oftast är skapade av de boende i fastigheten. Personer ställer ner böcker på avsedd hylla i tvättstugan, och tvättande hyresgäster kan sedan läsa under tvättningen eller ta med sig vald bok hem för läsning. Systemet stammar från Ryssland och bygger till stor del på tillit och välvilja. Det finns även tvättstugebibliotek som skapats i samarbete med offentliga bibliotek.

## Kända bibliotek
- Ashurbanipals bibliotek i Nineve
- Biblioteket i Alexandria
- Kungliga biblioteket
- Uppsala universitetsbibliotek
- Helsingfors centrumbibliotek Ode
- New York Public Library
- Stockholms stadsbibliotek